# 1769 en architecture
| Années de l'architecture : 1766 - 1767 - 1768 - 1769 - 1770 - 1771 - 1772    |
| Décennies de l'architecture : 1730 - 1740 - 1750 - 1760 - 1770 - 1780 - 1790 |

Cet article présente les faits marquants de l'année 1769 en architecture.

## Réalisations
- Fin à Paris des travaux de l'hôtel Saint-Florentin, construit par Chalgrin à l'angle nord-est de la place Louis-XV (actuelle place de la Concorde).
- Fin à Nancy de la construction de la Caserne Thiry.

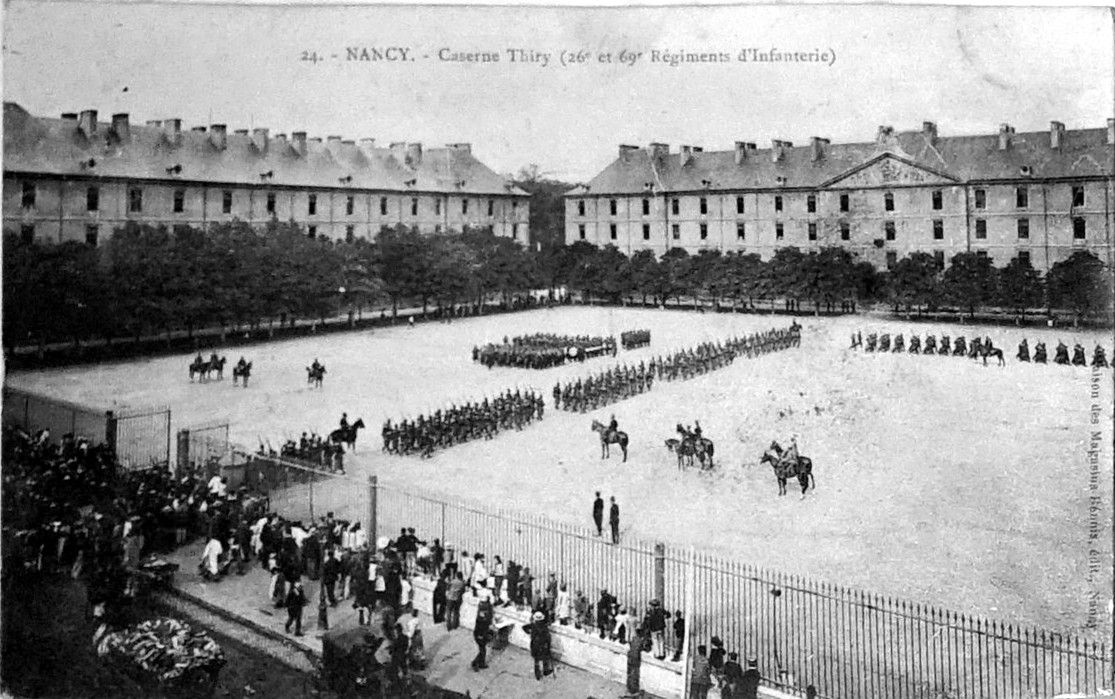
Défilé dans la cour de la caserne Thiry (carte postale de 1906).

## Événements
- x

## Récompenses
- Prix de Rome (sujet : « une fête publique dont le sujet sera le temple de l'Hymen pour le mariage d'un souverain ») : Jacob Guerne.

## Naissances
- 4 août : Vassili Stassov († 24 août 1848).

## Décès
- 25 février : Henry Flitcroft (° 30 août 1697).
- Laurent Lindet.